# Nguni (peuple)
- 0–20 %
- 20–40 %
- 40–60 %
- 60–80 %
- 80–100 %

Les Nguni sont un groupe de peuples d'Afrique australe parlant les langues nguni.

## Histoire
L'histoire ancienne du peuple Nguni fait partie de leur histoire orale. Selon la légende, il s'agirait d'un peuple originaire des Grands Lacs de la région subéquatoriale centrale/orientale de l'Afrique. Ils ont migré vers le sud durant plusieurs siècles, avec de grands troupeaux de bétail, entrant dans ce qui est maintenant l'Afrique du Sud il y a environ 2 000 ans de manière sporadique. Des grandes vagues de migration ont suivi vers le XVe siècle. Les peuples Nguni sont des groupes de pasteurs, qui fait partie du plus grand groupe des Bantous qui occupe une grande partie de l'Est et du Sud de l'Afrique.
Beaucoup de tribus et les clans ont été réunis par la force sous Chaka Zulu. Son organisation politique était efficace pour intégrer les tribus conquises, en partie en raison des régiments de classe d'âge où les hommes de différents villages étaient réunis. Les tribus nguni ont gardé les mêmes pratiques politiques que celles utilisées par Chaka.
Pendant les immigrations connues sous le nom de Mfecane, les peuples nguni se sont répartis sur une grande partie de l'Afrique australe, absorbant, conquérant ou déplaçant de nombreux autres peuples.

## Organisation sociale
Dans les peuples nguni, le clan — fondé sur l'ascendance masculine — formait la plus grande unité sociale. Chaque clan était dirigé par un chef, les hommes influents essayant de parvenir à l'indépendance en créant leur propre clan. Le pouvoir d'un chef dépendait souvent de la façon dont il pouvait maintenir son clan soudé. Depuis le début du XIXe siècle, l'influence du clan zoulou et le Mfecane conséquent qui a accompagné l'expansion des Zoulous sous Chaka a contribué à l'alliance parmi les nombreux clans plus petits et à leur consolidation.
Par exemple, le royaume de l'Eswatini a été formé dans le début du XIXe siècle par différents groupes nguni s'alliant avec le clan Dlamini contre la menace d'une attaque extérieure. Aujourd'hui, le royaume comprend de nombreux clans différents qui parlent une langue nguni appelé swati et sont loyaux envers le roi de l'Eswatini, qui est aussi le chef du clan Dlamini.
« Dlamini » est un nom de clan très commun parmi toutes les langues nguni (y compris les Swati et Phuthi).

## Religion
Les Nguni peuvent être chrétiens (catholiques ou protestants), pratiquer des religions traditionnelles africaines ou des formes de christianisme modifiées avec les valeurs traditionnelles africaines comme l'Église baptiste de Nazareth.

## Peuples nguni
| Peuple                      | Langue                                                                                  | Population | Localisation |
| --------------------------- | --------------------------------------------------------------------------------------- | ---------- | --- |
| Tugela                      |                                                                                         |            | |
| Swazi                       | swati                                                                                   | 2 258 000  | Eswatini, mais aussi en Afrique du Sud près de la frontière swazi. Leur pays d'origine est le KaNgwane.                                                                                         |
| Phuthi                      | phuthi (en)                                                                             | 49 000     | Près de la frontière Lesotho-Afrique du Sud dans le Transkei. |
| Zonda                       |                                                                                         |            | |
| Zoulous                     | zoulou                                                                                  | 10 964 000 | Initialement le Royaume zoulou, mais les autochtones but s'identifient comme Zoulous partout dans le Natal et en minorité dans le Mpumalanga et le Gauteng. Leur pays d'origine est le KwaZulu. |
| Xhosas                      | xhosa                                                                                   | 8 478 000  | Xhosaland. Leur pays d'origine est le Ciskei et le Transkei. |
| Thembu                      | xhosa                                                                                   | 750 000    | Thembuland (en). Leur pays d'origine est le Transkei. |
| Pondo (en)                  | xhosa                                                                                   |            | Pondoland. Leur pays d'origine est le Transkei. |
| Fingos                      | xhosa                                                                                   |            | Transkei et Ciskei, quelques-uns vivent aussi au Zimbabwe. Leur pays d'origine est le Transkei.                                                                                                 |
| Ndébélés du sud             | nrebele du sud                                                                          | 659 000    | Transvaal central |
| Zonda de 2e génération      |                                                                                         |            | |
| Ndébélés du nord (Matabélé) | nrebele du nord                                                                         | 1 599 000  | Matabeleland |
| Ngoni                       | Ils n'ont pas de langue qui leur soit propre, mais parlent tumbuka, chichewa ou zoulou. | 2 044 000  | Malawi |
|                             |                                                                                         |            | |
| Total                       | langues nguni                                                                           | 26 801 000 | |